# 环纹箬鳎
雲斑寬箬鰨（学名：Brachirus annularis），又名环纹箬鳎、龍舌、鰨沙、比目魚，为輻鰭魚綱鰈形目鰨亞目鰨科寬箬鰨屬下的一个种，為熱帶海水魚，分布於印度西太平洋區，從日本至澳洲西北部海域，棲息深度可達271公尺，本魚體褐色，身體有大小不一、鑲深褐色的環狀斑，背鰭軟條70枚;臀鰭軟條57枚，體長可達13公分，棲息在底層水域，生活習性不明。